# Campeonato Acreano 2020
In 2020 werd het 91ste Campeonato Acreano gespeeld voor voetclubs uit de Braziliaanse staat Acre. De competitie werd georganiseerd door de FFAC en werd gespeeld van 2 februari tot 12 september. Op 17 maart werd de competitie stil gelegd door de coronacrisis in Brazilië en weer hervat op 16 augustus. Doordat Galvez beide toernooien won was er geen finale nodig voor de titel. 

## Eerste toernooi

### Eerste fase
De clubs spelen tegen de clubs uit hun eigen groep. 

#### Groep A
| Plaats | Club              | Wed. | W | G | V | Saldo | Ptn. |
| ------ | ----------------- | ---- | - | - | - | ----- | ---- |
| 1.     | Atlético          | 4    | 3 | 0 | 1 | 12:3  | 9    |
| 2.     | Plácido de Castro | 4    | 3 | 0 | 1 | 12:5  | 9    |
| 3.     | Rio Branco        | 4    | 3 | 0 | 1 | 12:11 | 9    |
| 4.     | Andirá            | 4    | 1 | 0 | 3 | 7:9   | 3    |
| 5.     | São Francisco     | 4    | 0 | 0 | 4 | 4:19  | 0    |

|  | Geplaatst voor twee fase |

#### Groep B
| Plaats | Club          | Wed. | W | G | V | Saldo | Ptn. |
| ------ | ------------- | ---- | - | - | - | ----- | ---- |
| 1.     | Galvez        | 3    | 3 | 0 | 0 | 14:2  | 9    |
| 2.     | Humaitá       | 3    | 2 | 0 | 1 | 5:5   | 6    |
| 3.     | Náuas         | 3    | 1 | 0 | 2 | 6:3   | 3    |
| 4.     | Vasco da Gama | 3    | 0 | 0 | 3 | 2:17  | 0    |

### Tweede fase
in geval van gelijkspel worden er strafschoppen genomen, tussen haakjes weergegeven.
|  | halve finale      | halve finale |  |        | finale   | finale |
|  |                   |              |  |        |          |        |
|  |                   |              |  |        |          |        |
|  | Atlético          | 2            |  |        |          |        |
|  | Humaitá           | 0            |  |        |          |        |
|  |                   |              |  |        | Atlético | 0      |
|  |                   |              |  | Galvez | 4        |        |
|  | Galvez            | 1 (5)        |  |        |          |        |
|  | Plácido de Castro | 1 (3)        |  |        |          |        |

## Tweede toernooi

### Eerste fase
De clubs spelen uit spelen nu tegen de clubs uit de andere groep. 

#### Groep A
| Plaats | Club              | Wed. | W | G | V | Saldo | Ptn. |
| ------ | ----------------- | ---- | - | - | - | ----- | ---- |
| 1.     | Rio Branco        | 4    | 4 | 0 | 0 | 14:3  | 12   |
| 2.     | Plácido de Castro | 4    | 4 | 0 | 0 | 13:4  | 12   |
| 3.     | Atlético          | 4    | 4 | 0 | 0 | 10:2  | 12   |
| 4.     | Andirá            | 4    | 2 | 0 | 2 | 8:12  | 6    |
| 5.     | São Francisco     | 4    | 1 | 0 | 3 | 3:19  | 3    |

|  | Geplaatst voor twee fase |

#### Groep B
| Plaats | Club          | Wed. | W | G | V | Saldo | Ptn. |
| ------ | ------------- | ---- | - | - | - | ----- | ---- |
| 1.     | Galvez        | 5    | 2 | 0 | 3 | 14:7  | 6    |
| 2.     | Náuas         | 5    | 2 | 0 | 3 | 9:8   | 6    |
| 3.     | Humaitá       | 5    | 1 | 0 | 4 | 12:15 | 3    |
| 4.     | Vasco da Gama | 5    | 0 | 0 | 5 | 5:18  | 0    |

### Tweede fase
in geval van gelijkspel worden er strafschoppen genomen, tussen haakjes weergegeven.
|  | halve finale      | halve finale |  |        | finale     | finale |
|  |                   |              |  |        |            |        |
|  |                   |              |  |        |            |        |
|  | Rio Branco        | 2            |  |        |            |        |
|  | Plácido de Castro | 0            |  |        |            |        |
|  |                   |              |  |        | Rio Branco | 0      |
|  |                   |              |  | Galvez | 2          |        |
|  | Galvez            | 2            |  |        |            |        |
|  | Náuas             | 1            |  |        |            |        |

## Totaalstand
| Plaats | Club              | Wed. | W | G | V | Saldo | Ptn. |
| ------ | ----------------- | ---- | - | - | - | ----- | ---- |
| 1.     | Galvez            | 12   | 8 | 1 | 3 | 37:11 | 26   |
| 2.     | Atlético          | 10   | 8 | 0 | 2 | 24:9  | 24   |
| 3.     | Rio Branco        | 10   | 8 | 0 | 2 | 28:16 | 24   |
| 4.     | Plácido de Castro | 10   | 7 | 1 | 2 | 26:12 | 22   |
| 5.     | Náuas             | 9    | 3 | 0 | 6 | 16:13 | 9    |
| 6.     | Humaitá           | 9    | 3 | 0 | 6 | 17:22 | 9    |
| 7.     | Andirá            | 8    | 3 | 0 | 5 | 15:21 | 9    |
| 8.     | São Francisco     | 8    | 1 | 0 | 7 | 7:38  | 3    |
| 9.     | Vasco da Gama     | 8    | 0 | 0 | 8 | 7:35  | 0    |
| 10.    | Independência     | 0    | 0 | 0 | 0 | 0:0   | 0    |

|  | Kampioen, geplaatst voor Série D 2021, Copa Verde 2021 en Copa do Brasil 2021 |
|  | Geplaatst Série D 2021 en Copa do Brasil 2021                                 |
|  | Teruggetrokken                                                                |

### Kampioen
| Campeonato Acreano de 2020 |
| Acre                       |
| -------------------------- |
| GALVEZ Kampioen (1° titel) |